# Hyopsodus

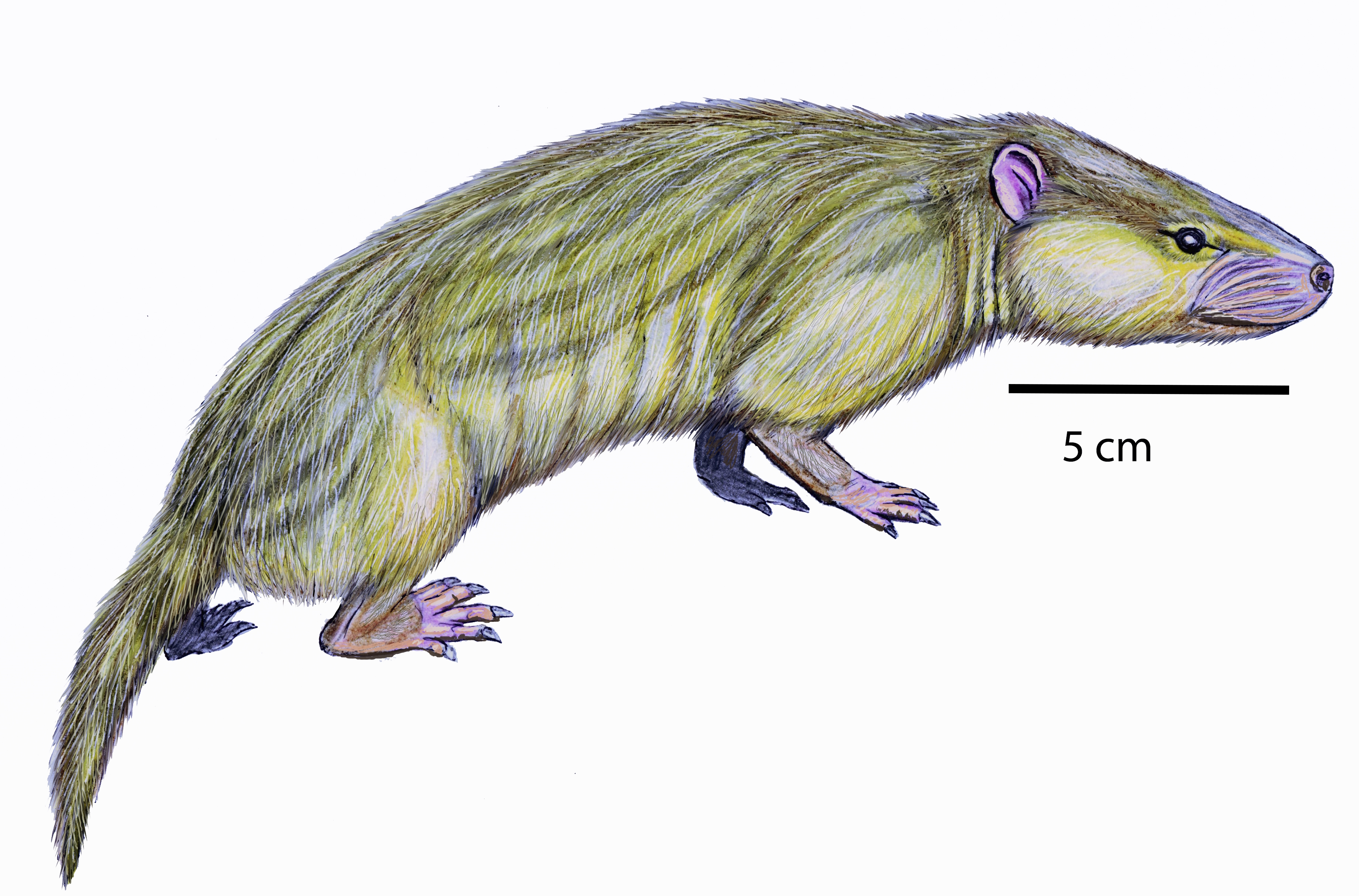
Ricostruzione di Hyopsodus

Hyopsodus era un condilartro minuscolo lungo circa 30 cm. Apparteneva al gruppo degli ipopsodontidi e somigliava molto ad un ratto. Questo animale aveva le zampe corte, il corpo flessibile e le dita abbastanza lunghe munite di artigli. Si nutriva probabilmente nel sottobosco, ma doveva anche essere in grado di arrampicarsi sugli alberi.